# هشتاد و دومین مراسم گلدن گلوب
هشتاد و دومین مراسم گلدن گلوب مراسم اهدای جوایز سالیانه برای برترین تولیدات سینمایی و تلویزیونی آمریکا در سال ۲۰۲۴ بود. برندگان طی پخش زندهٔ تلویزیونی که در ۵ ژانویه ۲۰۲۵ از شبکه سی‌بی‌اس به میزبانی کمدین نیکی گلیسر پخش گردید، مشخص شدند. گلیسر نخستین میزبان زن انفرادی در تاریخ مراسم گلدن گلوب بود.
نامزدها در ۹ دسامبر ۲۰۲۴، در یک کنفرانس مطبوعاتی در بورلی هیلتون توسط بازیگران موریس چسنات و میندی کالینگ، در پی پیش‌گفتاری از هلن هونه، رئیس گلدن گلوب، اعلام شدند. امیلیا پرز، با ۱۰ نامزدی، نامزدشده‌ترین فیلم کمدی یا موزیکال در تاریخ گلدن گلوب شد؛ رکورد قبلی با ۱۱ نامزدی متعلق به نشویل در سال ۱۹۷۵ بود. بروتالیست با ۷ نامزدی، دومین فیلم با بیشترین نامزدی در مراسم بود و پس از آن مجمع کاردینال‌ها با ۶ نامزدی. در همین حال، خرس با ۵ نامزدی در بخش تلویزیونی، و پس از آن شوگون و فقط قتل‌های داخل ساختمان هر کدام با ۴ نامزدی، پیشتاز شدند.

## برنده‌ها و نامزدی‌ها

### فیلم
| بهترین فیلم | بهترین فیلم |
| درام | موزیکال یا کمدی |
| --- | --- |
| - بروتالیست - یک ناشناخته کامل - مجمع کاردینال‌ها - تلماسه: بخش دو - پسران نیکل - ۵ سپتامبر | - امیلیا پرز - آنورا - چلنجرز - یک درد واقعی - ماده - شرور |
| پویانمایی | غیرانگلیسی‌زبان |
| - جریان - درون و بیرون ۲ - خاطرات یک حلزون - موانا ۲ - والاس و گرومیت: انتقام پرندگان - ربات وحشی | - امیلیا پرز (فرانسه) - همه آنچه به‌عنوان نور تصور می‌کنیم (آمریکا/فرانسه/ هند) - دختری با سوزن (لهستان/سوئد/دانمارک) - هنوز اینجا هستم (برزیل) - دانه انجیر معابد (آمریکا/آلمان) - ورمیلیو (ایتالیا)                                                                                              |
| بهترین اجرا در فیلم – درام | |
| مرد | زن |
| - آدرین برودی – بروتالیست در نقش لاسلو توت - تیموتی شالامی – یک ناشناخته کامل در نقش باب دیلن - دنیل کریگ – کوئیر در نقش ویلیام لی - کولمن دومینگو – Sing Sing در نقش John "Divine G." Whitfield - ریف فاینز – مجمع کاردینال‌ها در نقش توماس کاردینال لارنس - سباستین استن – کارآموز در نقش دونالد ترامپ | - فرناندا تورس – هنوز اینجا هستم در نقش Eunice Paiva - پاملا اندرسون – آخرین شوگرل در نقش Shelly - آنجلینا جولی – ماریا در نقش ماریا کالاس - نیکول کیدمن – بیبی‌گرل در نقش Romy Mathis - تیلدا سوینتن – اتاق مجاور در نقش Martha Hunt - کیت وینسلت – لی در نقش لی میلر                            |
| بهترین اجرا در فیلم – موزیکال یا کمدی | |
| مرد | زن |
| - سباستین استن – مردی متفاوت در نقش ادوارد لموئل / گای موراتز - جسی آیزنبرگ – یک درد واقعی در نقش دیوید کاپلان - هیو گرانت – Heretic در نقش آقای رید - گبریل لابل – Saturday Night در نقش لورن مایکلز - جسی پلمونس – انواع مهربانی در نقش رابرت، دنیل و اندرو - گلن پاول – هیت من در نقش گری جانسن | - دمی مور – ماده در نقش Elisabeth Sparkle - ایمی آدامز – سگ شب در نقش مادر - سینتیا اریوو – شرور در نقش Elphaba Thropp - کارلا سوفیا گاسکون – امیلیا پرز در نقش Emilia Pérez / Juan "Manitas" Del Monte - مایکی مدیسون – آنورا در نقش Anora "Ani" Mikheeva - زندایا – چلنجرز در نقش Tashi Duncan |
| بهترین اجرای مکمل در فیلم | |
| مرد | زن |
| - کیرن کالکین – یک درد واقعی در نقش Benji Kaplan - یورا بوریسوف – آنورا در نقش ایگور - ادوارد نورتون – یک ناشناخته کامل در نقش پیت سیگر - گای پیرس – بروتالیست در نقش Harrison Van Buren - جرمی استرانگ – کارآموز در نقش روی کوهن - دنزل واشینگتن – گلادیاتور ۲ در نقش ماکرینوس | - زوئی سالدانا – امیلیا پرز در نقش Rita Mora Castro - سلنا گومز – امیلیا پرز در نقش Jessi Del Monte - آریانا گرانده – شرور در نقش Galinda Upland - فلیسیتی جونز – بروتالیست در نقش Erzsébet Tóth - مارگارت کوالی – ماده در نقش Sue - ایزابلا روسلینی – مجمع کاردینال‌ها در نقش Sister Agnes       |
| دیگر | |
| بهترین کارگردان | بهترین فیلم‌نامه |
| - بردی کوربت – بروتالیست - ژاک اودیار – امیلیا پرز - شان بیکر – آنورا - ادوارد برگر – مجمع کاردینال‌ها - کورالی فارژا – ماده - پایال کاپادیا – همه آنچه به‌عنوان نور تصور می‌کنیم | - پیتر استران – مجمع کاردینال‌ها - ژاک اودیار – امیلیا پرز - شان بیکر – آنورا - بردی کوربت و مونا فستولد – بروتالیست - جسی آیزنبرگ – یک درد واقعی - کورالی فارژا – ماده |
| بهترین موسیقی غیراقتباسی | دستاورد سینمایی و گیشه |
| - ترنت رزنر و آتیکوس راس – چلنجرز - فولکر برتِلمان – مجمع کاردینال‌ها - Daniel Blumberg – بروتالیست - Kris Bowers – ربات وحشی - Clément Ducol و Camille – امیلیا پرز - هانس زیمر – تلماسه: بخش دو | - شرور - بیگانه: رومولوس - بیتل‌جوس بیتل‌جوس - ددپول و ولورین - گلادیاتور ۲ - درون و بیرون ۲ - گردبادها - ربات وحشی |
| بهترین ترانه غیراقتباسی | |
| - «El Mal" (Clément Ducol, Camille, و ژاک اودیار) – امیلیا پرز - "Beautiful That Way" (اندرو ویات، مایلی سایرس، و لیکه لی) – آخرین شوگرل - "Compress / Repress" (ترنت رزنر، آتیکوس راس، و لوکا گوادانینو) – چلنجرز - "Forbidden Road" (رابی ویلیامز، Freddy Wexler, و Sacha Skarbek) – Better Man - "Kiss the Sky" (دیلسی، د مانسترز اند استرنجرز، مارن موریس، Michael Pollack, و Ali Tamposi) – ربات وحشی - "Mi Camino" (Clément Ducol و Camille) – Emilia Pérez | |

##### دریافت‌کنندگان جوایز افتخاری
- جایزه سیسیل بی. دمیل: وایولا دیویس

#### فیلم‌ها با نامزدی‌های چندباره
فیلم‌های زیر چند نامزدی دریافت کردند:
| نامزدی‌ها | فیلم                             | دسته‌بندی        | توزیع‌کننده (های) آمریکا    |
| -------- | -------------------------------- | --------------- | -------------------------- |
| ۱۰       | امیلیا پرز                       | موزیکال یا کمدی | نتفلیکس                    |
| ۷        | بروتالیست                        | درام            | ای۲۴                       |
| ۶        | مجمع کاردینال‌ها                  | درام            | فوکس فیچرز                 |
| ۵        | آنورا                            | موزیکال یا کمدی | نئون                       |
| ۵        | ماده                             | موزیکال یا کمدی | MUBI                       |
| ۴        | چلنجرز                           | موزیکال یا کمدی | آمازون ام‌جی‌ام استودیوز     |
| ۴        | یک درد واقعی                     | موزیکال یا کمدی | سرچلایت پیکچرز             |
| ۴        | شرور                             | موزیکال یا کمدی | یونیورسال پیکچرز           |
| ۴        | ربات وحشی                        | پویانمایی       | یونیورسال پیکچرز           |
| ۳        | یک ناشناخته کامل                 | درام            | سرچلایت پیکچرز             |
| ۲        | همه آنچه به‌عنوان نور تصور می‌کنیم | درام            | جنس فیلمز                  |
| ۲        | کارآموز                          | درام            | Briarcliff Entertainment   |
| ۲        | تلماسه: بخش دو                   | درام            | برادران وارنر پیکچرز       |
| ۲        | گلادیاتور ۲                      | درام            | پارامونت پیکچرز            |
| ۲        | هنوز اینجا هستم‏                  | درام            | سونی پیکچرز کلاسیکس        |
| ۲        | درون و بیرون ۲                   | پویانمایی       | استودیو سینمایی والت دیزنی |
| ۲        | آخرین شوگرل                      | درام            | رودساید اترکشنز            |

### تلویزیون
| بهترین مجموعه تلویزیونی | بهترین مجموعه تلویزیونی |
| درام | موزیکال یا کمدی |
| --- | --- |
| - شوگون (اف‌اکس / هولو) - روز شغال (پیکاک) - دیپلمات (نتفلیکس) - آقا و خانم اسمیت (آمازون پرایم ویدئو) - اسب‌های آرام (اپل تی‌وی پلاس) - بازی مرکب (نتفلیکس) | - هک (اچ‌بی‌او / مکس) - دبستان ابوت (ای‌بی‌سی) - خرس (اف‌اکس / هولو) - آقایان (نتفلیکس) - هیچ‌کس این را نمی‌خواهد (نتفلیکس) - فقط قتل‌های داخل ساختمان (هولو) |
| مجموعه محدود، مجموعه گلچین، یا فیلم سینمایی ساخته شده برای تلویزیون | بهترین اجرای استندآپ کمدی در تلویزیون |
| - بچه گوزن (نتفلیکس) - سلب مسئولیت (اپل تی‌وی پلاس) - هیولاها: داستان لایل و اریک منندز (نتفلیکس) - پنگوئن (اچ‌بی‌او / مکس) - Ripley (نتفلیکس) - کارآگاه حقیقی: سرزمین شب (اچ‌بی‌او / مکس) | - الی وانگ – Ali Wong: Single Lady - جیمی فاکس – Jamie Foxx: What Had Happened Was… - نیکی گلیسر – Nikki Glaser: Someday You'll Die - ست مایرز – Seth Meyers: Dad Man Walking - آدام سندلر – Adam Sandler: Love You - رامی یوسف – Ramy Youssef: More Feelings |
| بهترین اجرا در مجموعه تلویزیونی – درام | |
| بازیگر مرد | بازیگر زن |
| - هیرویوکی سانادا – شوگون (مجموعه تلویزیونی ۲۰۲۴) (FX / Hulu) در نقش ارباب یوشی توراناگا - دونالد گلاور – آقا و خانم اسمیت (مجموعه تلویزیونی ۲۰۲۴) (Prime Video) as John Smith / Michael - جیک جیلنهال – بی‌گناه فرضی (Apple TV+) as Rusty Sabich - گری اولدمن – اسب‌های آرام (Apple TV+) as Jackson Lamb - ادی ردمین – The Day of the Jackal (Peacock) as "The Jackal" - بیلی باب تورنتون – Landman (پارامونت پلاس) as Tommy Norris | - آنا ساوایی – شوگون (مجموعه تلویزیونی ۲۰۲۴) (FX / Hulu) در نقش تودا ماریکو - کتی بیتس – Matlock (سی‌بی‌اس) as Madeline Kingston / "Matty" Matlock - اما دارسی – خاندان اژدها (HBO / Max) as Queen Rhaenyra Targaryen - مایا ارسکین – آقا و خانم اسمیت (مجموعه تلویزیونی ۲۰۲۴) (Prime Video) as Jane Smith / Alana - کیرا نایتلی – Black Doves (Netflix) as Helen Webb - کری راسل – دیپلمات (مجموعه تلویزیونی آمریکایی) (Netflix) as سفرای ایالات متحده آمریکا Katherine "Kate" Wyler |
| بهترین اجرا در مجموعه تلویزیونی – موزیکال یا کمدی | |
| بازیگر مرد | بازیگر زن |
| - جرمی آلن وایت – خرس (FX / Hulu) در نقش Chef Carmen "Carmy" Berzatto - آدام برودی – هیچ‌کس این را نمی‌خواهد (Netflix) در نقش Noah Roklov - تد دنسن – A Man on the Inside (Netflix) در نقش Charles - استیو مارتین – فقط قتل‌های داخل ساختمان (Hulu) در نقش Charles-Haden Savage - جیسون سیگل – روان‌درمانی (Apple TV+) در نقش Jimmy Laird - مارتین شورت – فقط قتل‌های داخل ساختمان (Hulu) در نقش Oliver Putnam                          | - جین اسمارت – هک (HBO / Max) در نقش Deborah Vance - کریستن بل – هیچ‌کس این را نمی‌خواهد (Netflix) در نقش Joanne - Quinta Brunson – Abbott Elementary (ABC) در نقش Janine Teagues - ایو ادبری – خرس (FX / Hulu) در نقش Sydney Adamu - سلنا گومز – فقط قتل‌های داخل ساختمان (Hulu) در نقش Mabel Mora - کاترین هان – آگاتا تمام مدت (دیزنی پلاس) در نقش آگاتا هارکنس |
| بهترین اجرا در مجموعه محدود، مجموعه گلچین یا فیلم ساخته‌شده برای تلویزیون | |
| بازیگر مرد | بازیگر زن |
| - کالین فارل – پنگوئن (HBO / Max) در نقش آزوالد «آز» کابلپات / پنگوئن - ریچارد گاد – بچه گوزن (Netflix) در نقش Donny Dunn - کوین کلاین – سلب مسئولیت (Apple TV+) در نقش Stephen Brigstocke - کوپر کاچ – هیولاها: داستان لایل و اریک منندز (Netflix) در نقش اریک منندز - ایوان مک‌گرگور – نجیب‌زاده‌ای در مسکو (Paramount+) در نقش کنت Alexander Rostov - اندرو اسکات – Ripley (Netflix) در نقش Tom Ripley                             | - جودی فاستر – کارآگاه حقیقی: سرزمین شب (HBO / Max) در نقش Chief Liz Danvers - کیت بلانشت – سلب مسئولیت (Apple TV+) در نقش Catherine Ravenscroft - کریستین میلیوتی – پنگوئن (HBO / Max) در نقش سوفیا فالکون (née Falcone) - سوفیا ورگارا – Griselda (Netflix) در نقش گریسلدا بلانکو - نائومی واتس – Feud: Capote vs. The Swans (Netflix) در نقش Babe Paley - کیت وینسلت – رژیم (HBO / Max) در نقش Chancellor Elena Vernham                                                          |
| بهترین اجرای مکمل در مجموعه، مجموعه محدود، مجموعه گلچین یا فیلم ساخته‌شده برای تلویزیون | |
| بازیگر نقش مکمل مرد | بازیگر نقش مکمل زن |
| - تادانابو آسانو – شوگون (FX / Hulu) در نقش ارباب کاشیگی یابوشیگه - خاویر باردم – هیولاها: داستان لایل و اریک منندز (Netflix) در نقش خوزه منندز - هریسون فورد – روان‌درمانی (Apple TV+) در نقش Dr. Paul Rhoades - جک لودن – اسب‌های آرام (Apple TV+) در نقش River Cartwright - دیه‌گو لونا – La Máquina (Disney+) در نقش Andy Pérez - ابن ماس-بچراک – خرس (FX / Hulu) در نقش Richard Jerimovich                                       | - جسیکا گانینگ – بچه گوزن (Netflix) در نقش Martha Scott - Liza Colón-Zayas – خرس (FX / Hulu) در نقش Tina Marrero - هانا اینبیندر – هک (HBO / Max) در نقش Ava Daniels - داکوتا فانینگ – Ripley (Netflix) در نقش Marge Sherwood - الیسون جنی – دیپلمات (Netflix) در نقش معاون رئیس‌جمهور Grace Penn - Kali Reis – کارآگاه حقیقی: سرزمین شب (HBO / Max) در نقش Trooper Evangeline Navarro                                                                                               |

##### دریافت‌کنندگان جوایز افتخاری
- جایزه کارول برنت: تد دنسن

#### مجموعه‌ها با نامزدی‌های چندباره
مجموعه‌های تلویزیونی زیر چند نامزدی دریافت کردند:
| نامزدی‌ها | مجموعه                            | دسته‌بندی                                                   | توزیع‌کننده(ها)     |
| -------- | --------------------------------- | ---------------------------------------------------------- | ------------------ |
| ۵        | خرس                               | موزیکال یا کمدی                                            | اف‌اکس / هولو       |
| ۴        | فقط قتل‌های داخل ساختمان           | موزیکال یا کمدی                                            | هولو               |
| ۴        | شوگون                             | درام                                                       | اف‌اکس / هولو       |
| ۳        | بچه گوزن                          | مجموعه محدود، مجموعه گلچین، یا فیلم ساخته‌شده برای تلویزیون | نتفلیکس            |
| ۳        | دیپلمات                           | درام                                                       | نتفلیکس            |
| ۳        | سلب مسئولیت                       | مجموعه محدود، مجموعه گلچین، یا فیلم ساخته‌شده برای تلویزیون | اپل تی‌وی پلاس      |
| ۳        | هک                                | موزیکال یا کمدی                                            | اچ‌بی‌او / مکس       |
| ۳        | هیولاها: داستان لایل و اریک منندز | مجموعه محدود، مجموعه گلچین، یا فیلم ساخته‌شده برای تلویزیون | نتفلیکس            |
| ۳        | آقا و خانم اسمیت                  | موزیکال یا کمدی                                            | آمازون پرایم ویدئو |
| ۳        | هیچ‌کس این را نمی‌خواهد             | موزیکال یا کمدی                                            | نتفلیکس            |
| ۳        | پنگوئن                            | مجموعه محدود، مجموعه گلچین، یا فیلم ساخته‌شده برای تلویزیون | اچ‌بی‌او / مکس       |
| ۳        | Ripley                            | مجموعه محدود، مجموعه گلچین، یا فیلم ساخته‌شده برای تلویزیون | نتفلیکس            |
| ۳        | اسب‌های آرام                       | درام                                                       | اپل تی‌وی پلاس      |
| ۳        | کارآگاه حقیقی: سرزمین شب          | مجموعه محدود، مجموعه گلچین، یا فیلم ساخته‌شده برای تلویزیون | اچ‌بی‌او / مکس       |
| ۲        | Abbott Elementary                 | موزیکال یا کمدی                                            | ای‌بی‌سی             |
| ۲        | The Day of the Jackal             | درام                                                       | پیکاک              |
| ۲        | روان‌درمانی                        | موزیکال یا کمدی                                            | اپل تی‌وی پلاس      |